# Адриана Чечик
Адриана Чечик (на английски: Adriana Chechik) е американска порнографска актриса.

## Биография
Родена е на 4 ноември 1991 г. в град Даунингтаун, щата Пенсилвания и е от руски и сръбски произход.
Посещава Университета „Дрексел“ във Филаделфия и първоначално има амбиции да стане биохимик.

## Кариера
Преди да се насочи към порното работи като стриптизьорка в клуб. Друго момиче, работещо в същия клуб, я кани да гледа на живо заснемането на порнографска сцена. След видяното решава, че иска да бъде порноактриса и само след два дни прави първата си професионална секс сцена пред камера. Дебютира като актриса в порнографската индустрия през март 2013 г.
През 2013 г. снима първата си генгбенг сцена във филма „This is My First...A Gangbang Movie“, като си партнира с четирима мъже. В тази сцена тя прави и дебютното си двойно анално проникване.
Във филма „Генгбенг на мен“ (2014) прави първата си сцена с тройно анално проникване.
През януари 2017 г. печели третия сезон на порнографското шоу „DP Star“.

## Награди
Носителка на награди
- 2015: AVN награда за най-добра сцена с анален секс – „Internal Damnation 8“ (с Мануел Ферара).[10]
- 2015: AVN награда за най-жестока секс сцена – „Генгбенг на мен“ (с Мик Блу, Ерик Евърхард, Джеймс Дийн, Крис Строукс и Джон Стронг).[10]
- 2015: XBIZ награда за най-добра сцена в неигрална продукция.[11]
- 2015: NightMoves награда за най-добро тяло (избор на авторите).[12]
- 2015: XRCO награда за супермръсница.[13]
- 2015: XRCO награда за оргазмен аналист.[13]
- 2016: AVN награда за най-добра транссексуална секс сцена – „TS Playground 21“.[14]
- 2016: XRCO награда за изпълнителка на годината.[15]
- 2016: XRCO награда за супермръсница.[15]
- 2016: NightMoves награда за изпълнителка на годината (избор на феновете).[16]
- 2017: AVN награда за изпълнителка на годината.[17]
- 2017: AVN награда за най-добра сцена с орален секс – „Adriana Chechik: The Ultimate Slut“.[17]
- 2017: AVN награда за най-жестока секс сцена – „Holly Hendrix’s Anal Experience“ (с Холи Хендрикс и Маркъс Дюпре).[17]
- 2017: NightMoves награда за изпълнителка на годината (избор на феновете).[18]

Номинации
- 2015: Номинация за AVN награда за изпълнителка на годината.[19]